# Robert Eduardowitsch Regel
Robert Eduardowitsch Regel (russisch Ро́берт Эдуа́рдович Ре́гель; * 15. Apriljul. / 27. April 1867greg. in Sankt Petersburg; † 20. Januar 1920 in Petrograd) war ein russischer Botaniker und Begründer und Förderer der angewandten Botanik in Russland. Sein botanisches Autorenkürzel lautet „R.E.Regel“. Er war ein Sohn von Eduard August von Regel.

## Leben
Regel schloss sein Studium der Botanik im Jahre 1888 an der Universität Sankt Petersburg als Kandidat der Wissenschaften ab. Bis 1890 studierte er an der Universität für Gartenbau in Potsdam (dort Kontakt zu Adolf Engler) und erlangte den Grad eines Garteningenieurs, was später dem Doktor des Gartenbaus gleichgestellt wurde.
Er war von 1893 bis 1897 Privatdozent an der Universität St. Petersburg, wo er sich 1894 habilitierte. Zwischen 1901 und 1904 sammelte er Saatgut lokaler Sorten von Gerste aus allen russischen Provinzen und untersuchte es.
Von 1904 bis 1920 leitete er das Bureau für angewandte Botanik in St. Petersburg (heute Wawilow-Institut) zunächst als Stellvertreter und dann als Direktor und wurde Mitglied des Gelehrtenkomitees des Landwirtschaftsministeriums. 1909 verteidigte er seine Magister-Dissertation über das Thema Gerste mit glatten Grannen, die erste russische Dissertation über angewandte Botanik. Allgemein galt sein Interesse vor allem der Erforschung lokaler Sorten von Nutzpflanzen und nützlichen Wildpflanzen zu angewandten Zwecken.
Am 20. Januar 1920 starb er an Typhus.
Er publizierte über 100 Arbeiten. Eine Literaturliste findet sich in der russischen Wikipedia.